# Antonio Como
Antonio Como, född okänt år, död efter 1776, var en dansk balettdansare och balettmästare. Han var engagerad vid Det Kongelige Teaters balett 1756-63. 
Han kom till Danmark som medlem i Pietro Mingottis sällskap. Han och hans fru Anna Como engagerades båda vid den nyligen öppnade nationalteaterns första balettkår, och tillhörde de första balettdansarna vid den danska nationalscenen vid en tid när det ännu inte fanns några inhemska dansare i Danmark. Han blev den första balettmästaren, koreografen och solodansören i Danmark. Välkänd blev paret Comos konflikt med rivalparet Carl Vilhelm Barch och Marie Barch. Han framträdde 1775-76 i London. 